# Valdenogher
Valdenogher è una frazione del comune di Tambre, in provincia di Belluno. 
Il paese è a ridosso del quinto chilometro della strada SP28, denominata "Coste d'Alpago". Si trova alla sommità di una collina posta geograficamente al centro dell'Alpago, assumendo una posizione dominante sul Lago di Santa Croce, ben visibile dal lato Sud-Ovest del paese. 
L'origine del nome deriva dal dialetto locale, dove "Val de Nogher" indica una valle ricca di noci.
Ad oggi la popolazione attuale si attesta sui 150 abitanti.

## Monumenti e luoghi d'interesse

### Chiesa della Madonna della Salute o di San Matteo
La chiesa della Madonna della Salute, intitolata a San Matteo, risale al 1700 e fu probabilmente costruita dagli abitanti del luogo per chiedere che la popolazione fosse risparmiata dalla peste. La chiesa è stata dedicata a San Matteo nel 2007, dopo un importante restauro. Il restauro della chiesa è partito inizialmente dal campanile, danneggiato da un fulmine l'11 settembre 2003, che ne ha rovinato la parte superiore. 
Particolarità della torre campanaria è la presenza, all'apice, della statua di un angelo che ruota al passare delle ore, guardando così tutto il paese.
La chiesa di Valdenogher, pur trovandosi nel territorio comunale di Tambre, è affiliata alla parrocchia di Spert. 

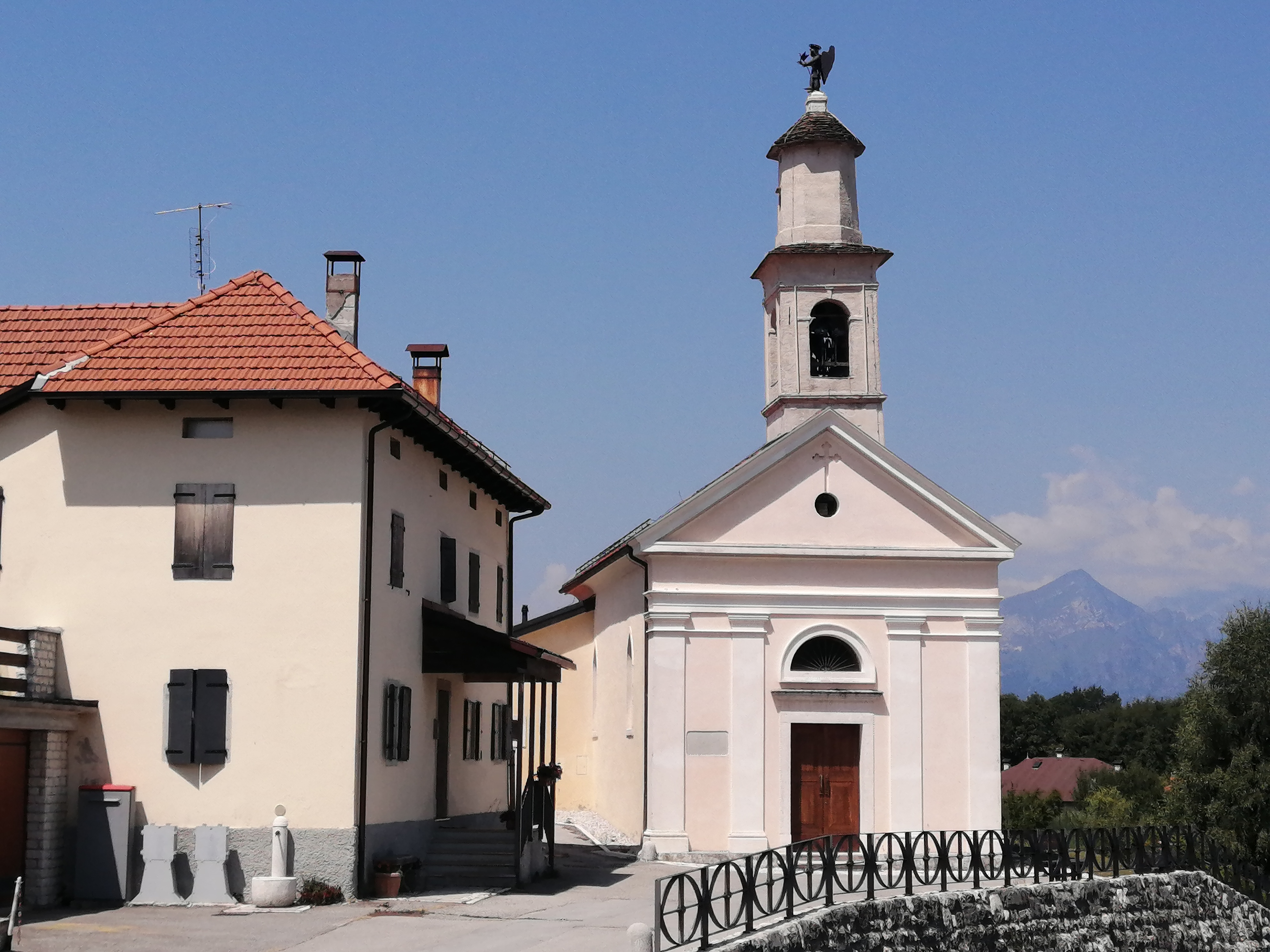
Chiesa di San Matteo a Valdenogher

### Casa museo dell'alchimista
Piccola perla del paese, la casa dell'alchimista è un edificio risalente al XIV secolo che presumibilmente è appartenuto ad un alchimista. Il restauro di quello che allora sembrava solamente un edificio particolare, simile ad una villa veneta, è iniziato negli anni ottanta, dopo che gli ultimi proprietari lo avevano donato, ormai in rovina, alla Comunità Montana dell'Alpago. Dopo i primi lavori ci si è accorti che quelli che potevano sembrare solo dei decori sulla facciata erano in realtà simboli legati all'alchimia, teoria che fu poi confermata con il ritrovamento della base dell'Atanor, il forno alchemico.
Racconti orali, non confermati, affermano che negli anni trenta furono ritrovati nella vecchia soffitta libri di magia, bruciati perché si pensava portassero sfortuna. Così è andata persa forse l'ultima fonte che avrebbe potuto chiarire i misteri che avvolgono l'edificio.
Il museo, che si sviluppa sui tre piani della casa, si articola simbolicamente - in una sorta di percorso iniziatico - nelle tre fasi della "Grande Opera" alchemica: nigredo o "opera al nero" (piano terra), albedo o "opera al bianco" (primo piano), rubedo o "opera al rosso" (ultimo piano). 

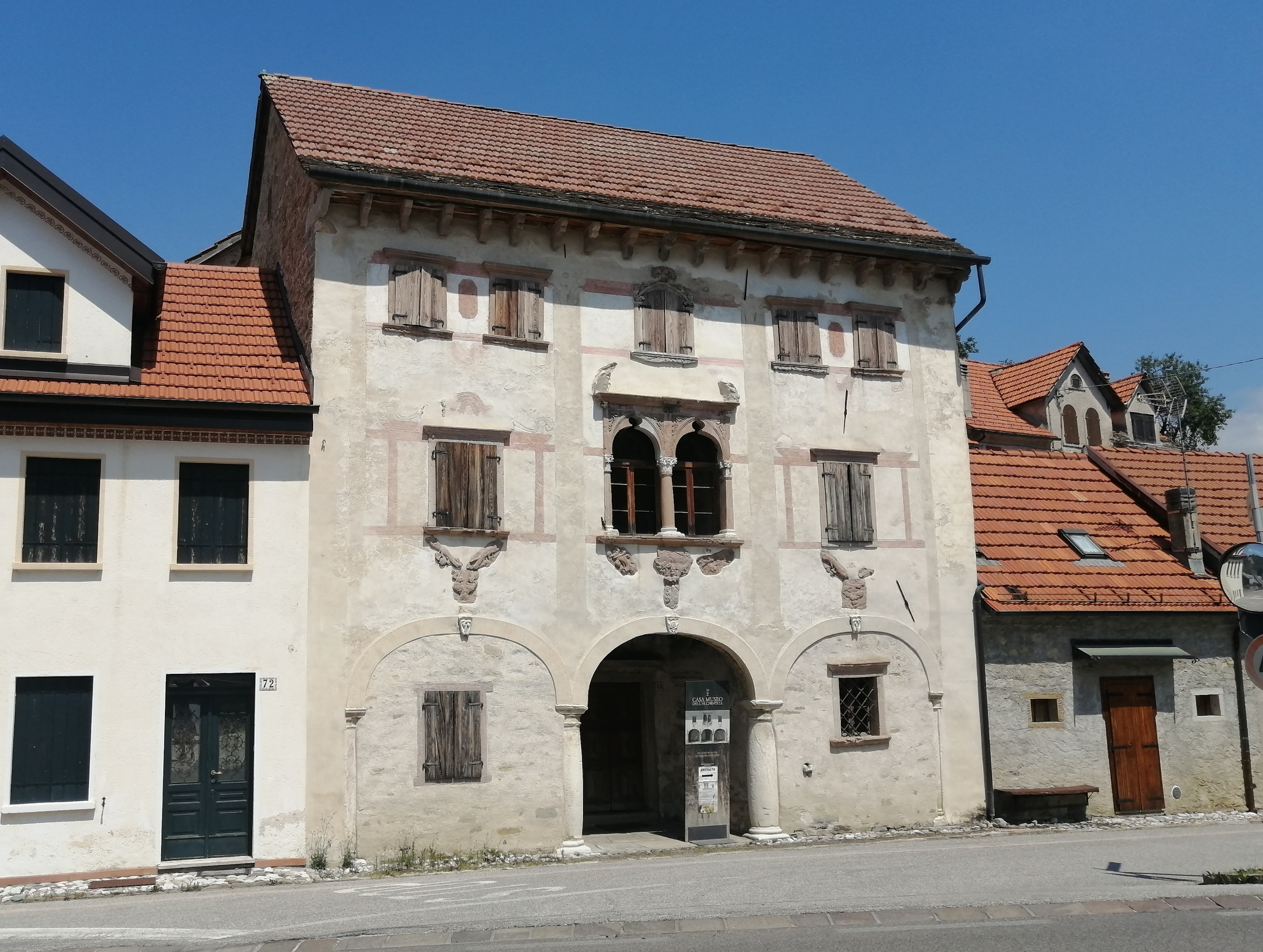
Casa dell'Alchimista

## Tradizioni e festività

### Madonna della Salute
Il 21 novembre, patrono del paese, vi è una processione con la statua della madonna. La tradizione vuole che nelle terrazze delle case vengano esposte delle tovaglie bianche al passare della folla.

### Festa del Noce in Fiore
L'ultimo fine settimana di luglio vi è la tradizionale sagra del "Noce in Fiore".